# Рами (Пенсилванија)
Рами (енгл. Ramey) град је у америчкој савезној држави Пенсилванија.

## Демографија
По попису из 2010. године број становника је 451, што је 74 (-14,1%) становника мање него 2000. године.
| Група             | 2000.       | 2010.       |
| Белци             | 516 (98,3%) | 449 (99,6%) |
| Афроамериканци    | 0 (0,0%)    | 0 (0,0%)    |
| Азијати           | 0 (0,0%)    | 0 (0,0%)    |
| Хиспаноамериканци | 5 (1,0%)    | 2 (0,4%)    |
| Укупно            | 525         | 451         |